# Another Century's Episode: R
Another Century's Episode: R es un videojuego parte de la serie homónima de videojuegos de mechas publicada por Namco Bandai para PlayStation 3.[cita requerida]

## Cambios en el modo de juego
Se introdujo un nuevo modo de disparo llamado Modo de Persecución (Chase Mode). Este modo es similar a los juegos de arcade “sobre rieles”, en donde el jugador deberá apuntar y controlar los disparos de forma manual. Cada Modo de Persecución aparece antes de la batalla con algún jefe; los ejemplos que se han mostrado hasta ahora, incluyen la batalla contra el Behemoth de Full Metal Panic! y la batalla contra Nora Polyansky de Macross Zero. Aún no se sabe si el jugador podrá cambiar la unidad que participa en el modo de persecución.
Se anunció que además de los ataques cargados (charge attacks) se introducirá una nueva habilidad llamada  Ataque de Ráfaga (Burst Attack) el que estará disponible para todas las unidades. Este ataque cambiará dependiendo del piloto que se encuentre en el robot. Aún no se conoce ningún ejemplo sobre algún ataque que se adquiera al intercambiar pilotos. En relación con esto último, este es el primer título de la serie que permite intercambiar pilotos entre mechas, aunque solamente se puede utilizar esta opción para los Universal Century Mechas – provenientes de Gundam Zeta y Crossbone – y para los robots de Genesis de Aquarion, en donde el intercambio de pilotos se utiliza constantemente y es parte importante de la historia.